# 特雷孔
特雷孔（法語：Trécon，法語發音：[tʁekɔ̃]）是法国马恩省的一个市镇，属于香槟沙隆区。

## 地理
特雷孔（48°52'11"N, 4°4'56"E）面积12.45 平方千米，位于法国大東部大區马恩省，该省份为法国东北部内陆省份，北起阿登省，西北接埃纳省，西南接塞纳-马恩省，南至奥布省，东南接上马恩省，东临默兹省。
与特雷孔接壤的市镇（或旧市镇、城区）包括：新城-雷讷维尔-舍维尼、贝热尔莱韦尔蒂、尚特里-比耶日、克拉芒日、热尔米农、皮埃尔莫兰、韦利、维勒瑟讷、布朗科托。

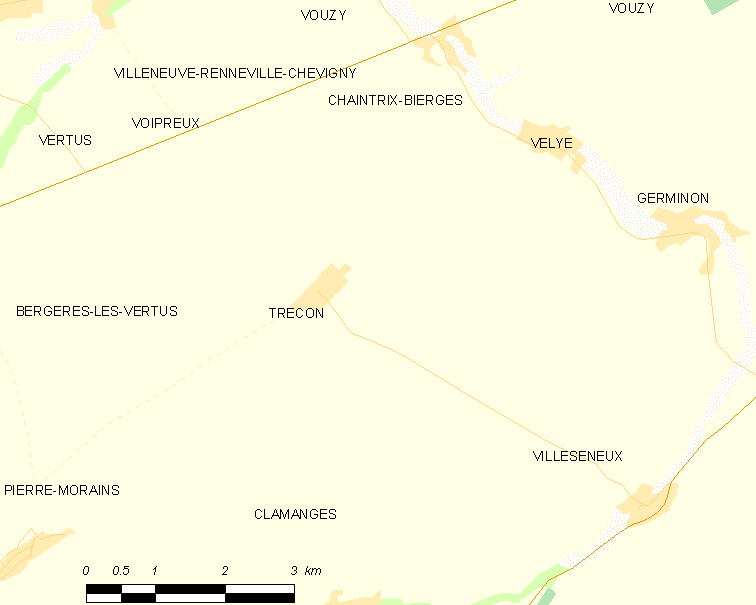
特雷孔的OSM定位图

特雷孔的时区为UTC+01:00、UTC+02:00（夏令时）。

## 行政
特雷孔的邮政编码为51130，INSEE市镇编码为51578。

## 政治
特雷孔所属的省级选区为韦尔蒂-香槟平原县。

## 人口

1962-2008年间特雷孔人口变化图示

特雷孔于2022年1月1日时的人口数量为87人。